# Alfabeto devanagari
La devanàgari (देवनागरी, IAST: devánāgarī, sanscrito: lett. "Scrittura della Città divina"; detto anche nāgarī) è un alfasillabario ("abugida") usato in diverse lingue dell'India (sanscrito, hindi, marathi, kashmiri, sindhi, nepalese). È una scrittura sillabica dove ogni lettera contiene già una vocale inerente scevà, che può essere modificata in altre vocali tramite l'utilizzo di segni diacritici che precedono, succedono o sottostanno alla lettera principale. L'alfabeto bengalese e il suo funzionamento deriva dalla devanagari.

## Origini
L'alfabeto devanagari compare attorno all'VIII secolo, come ulteriore evoluzione della scrittura brahmi, la cui presenza è attestata nella regione della valle dell'Indo sin dal V secolo a.C., probabilmente un adattamento indiano delle scritture semitiche, penetrate in India attraverso la Mesopotamia.

## Lettere e gruppi di lettere irregolari, pronuncia, numeri
Nella scrittura devanagari ogni simbolo rappresenta una consonante seguita da una a molto breve (tranne che, in taluni casi, in fine di parola): per esempio, il simbolo द si trascrive "da" e va letto /da/ in sanscrito (nel moderno hindi la vocale usuale è invece una vocale neutra di timbro leggermente velare detta scevà, /ə/.
In generale, le lettere sono sormontate da una linea orizzontale (denominata śirorekhā) che si scrive per ultima: per prime si scrivono le lettere, i matra e i diacritici. In corrispondenza di alcune lettere può spezzarsi, quindi non necessariamente è sempre continua. Il punto fermo, come grafia e durata consiste in una linea verticale (।), idem in bengalese. Se le linee verticali sono due, la pausa è più lunga (॥). Tuttavia la doppia riga si trova solo nei testi poetici: la riga singola (daṇḍa, "bastone") segnala la fine di una semistrofa, la doppia riga segnala la fine di una strofa.
La vocale che accompagna la consonante può essere un'altra se è presente un simbolo chiamato matra: ad esempio, prendendo sempre come riferimento il simbolo द, "da" /də/, quando esso viene scritto दे (notare la linea obliqua presente sopra il simbolo), si trascrive "de" e va letto /de/. Esistono forme isolate e matra per vocali brevi e lunghe. Poiché la lunghezza della vocale ha valore distintivo in hindi e sanscrito, bisogna far sentire la differenza tra breve e lunga.
Nella tabella sotto riportata i matra sono i simboli rappresentati vicino a un cerchio tratteggiato, indicante la posizione del simbolo rispetto al matra.
Oltre che come matra di una consonante, una vocale può essere anche presente nella forma indipendente quando si trova all'inizio di una parola o accanto ad un'altra vocale (ad esempio, la /e/ da sola o a inizio parola o affiancata da un'ulteriore vocale in forma di matra si scrive ए).
Quando sopra una lettera con vocale qualunque viene posto un diacritico a forma di punto, l'anusvāra ं , si vuole indicare che dopo la vocale si aggiunge una consonante nasale (n,m e simili) che si assimila con la consonante che viene dopo (vedi più avanti per la lista completa).
Se invece si trova un diacritico a forma di semicerchio chiamato candrabindu/anunāsika (mezzaluna) ँ , la vocale va pronunciata nasalmente, rilassando il velo palatino (cioè la parte morbida del palato) e facendo passare il suono attraverso il naso. Una parola indiana può iniziare e finire per vocale nasalizzata (es. ऊँट /ũ:ṭ/  "cammello" e माँ  /mã:/  "mamma") e una delle tipiche posizioni in cui è possibile reperire la mezzaluna nelle parole hindi è proprio la seconda, specie se la parola non finisce in scevà.
Dunque, in base alla presenza di uno o dell’altro diacritico, avvengono due fenomeni distinti e riconoscibili. Tuttavia in ortografia capita che i due diacritici vengano usati senza distinzione e/o ne venga usato uno solo per entrambi. Ciò tuttavia non crea problemi nella pronuncia perché la nasalizzazione avviene in contesti diversi dall’aggiunta della consonante nasale: se una vocale, lunga o breve, è seguita o meno da una consonante che si articola in un certo modo (indifferentemente dal luogo di articolazione e dall’aspirazione presente o no), si avrà l’uno o l’altro fenomeno. Per le regole, vedi più avanti.
Nella traslitterazione la presenza di entrambi i diacritici in tutti i casi si indica soltanto con la lettera modificata "ṃ" tra vocale e consonante: ufficialmente, solo in alfabeto AFI viene indicata con esattezza la lettura completa. Lì, oltre che a disambiguare che consonante nasale è aggiunta, nel caso della nasalizzazione si scrive una tilde sopra la vocale (es. /ə̃/). La conoscenza delle regole quindi aiuta a capire la pronuncia esatta della traslitterazione, che non fornisce tutte le informazioni.
Tuttavia, con altri sistemi di traslitterazione, nel caso della nasalizzazione sulla vocale si segnala la pronuncia nasale con una tilde e non si usa “ṃ”, superflua.
Per disambiguare una consonante priva di vocali, sia a breve/scevà che matra, si inserisce sotto il simbolo un piccolo tratto obliquo chiamato virāma,  ्. Non sempre viene scritto, quindi alcune parole possono avere una lettura ambigua, che si sbroglia o con un dizionario o con alcune regole di caduta del fono scevà (vedi sotto). Tuttavia, anch'esse non hanno una predittività assoluta.
Di seguito sono indicate le vocali dell'alfabeto devanagari con il loro simbolo d'inizio parola, il segno diacritico con una consonante a caso, la प् (/p/), la pronuncia (della vocale a sé stante e della consonante /p/ con la vocale) nell'alfabeto fonetico internazionale (AFI) con l'equivalente traslitterato nell'International Alphabet of Sanskrit Transliteration (IAST, molto usato) e nell'Indian languages transliteration (ITRANS), e gli equivalenti approssimativi di pronuncia in italiano:
| Vocale indipendente | Diacritico isolato | Segno diacritico con "प्" | Pronuncia   | Pronuncia con /p/ | Traslitterazione IAST | Traslitterazione ITRANS | Descrizione |
| अ                   | - - -              | प                        | /ə/ (o /ä/) | /pə/ (o /pä/)     | a                     | a                       | scevà sempre breve a prescindere (oppure a italiana molto breve, con posizione della lingua centrale) in sanscrito, hindi e marathi. In nepali, la vocale solitamente si pronuncia /ʌ/ ("o" con le labbra non arrotondate). Tutte queste lingue imparentate usano il medesimo alfabeto con delle variazioni in pronuncia. L'alfabeto bengalese deriva pure dalla devanāgarī resa fortemente calligrafico e la sua vocale inerente è una "o" chiusa (अ - অ)                                                                                          |
| आ                   | ा                   | पा                        | /aː/        | /paː/             | ā                     | A                       | vocale aperta centrale non arrotondata lunga: come a in casa. Le vocali lunghe si differenziano dalle brevi in quanto dalle brevi si formano le lunghe aggiungendo un tratto (un ricciolo o una cresta) in più o variando in blocco tutta la posizione della breve, come in /i:/ e /u:/ (vedi sotto) |
| इ                   | ि                   | पि                        | /i/         | /pi/              | i                     | i                       | vocale chiusa anteriore non arrotondata breve: come una i italiana breve. Poiché è l'unico matra che si trova davanti alla consonante, per non sbagliare a leggere è necessario vedere immediatamente che consonante segue. |
| ई                   | ी                   | पी                        | /iː/        | /piː/             | ī                     | I                       | vocale chiusa anteriore non arrotondata lunga: come i italiana. Graficamente, è il matra di /-i/ ribaltato verticalmente (tuttavia il gancio in alto non cambia orientamento). Un terzo modo di traslitterare la vocale è con "ee" in lettura inglese (ex. "sweet, meet, sheep"), inconfondibile con la /e:/ lunga, "ai" (vedi sotto). |
| उ                   | ु                   | पु                        | /u/         | /pu/              | u                     | u                       | vocale chiusa posteriore arrotondata breve: come u dell'italiano |
| ऊ                   | ू                   | पू                        | /uː/        | /puː/             | ū                     | U                       | vocale chiusa posteriore arrotondata lunga: come u in tubo. Graficamente, è il Matra di /-u/ completamente ribaltato. Tuttavia, la posizione resta sempre in basso. Un terzo modo di traslitterare la vocale è con "oo" in lettura inglese (ex. "moon, soon, shoot"), inconfondibile con la /o:/ lunga e aperta, "au" (vedi sotto) |
| ए                   | े                   | पे                        | /e/         | /pe/              | e                     | e                       | vocale semichiusa anteriore non arrotondata lunga: come e chiusa dell'italiano |
| ऎ                   | ॆ                   | पॆ                        | /e/         | /pe/              | ĕ                     | ĕ                       | equivale alla /e/ e si può trovare raramente in dei prestiti dal kannada, malayalam e telugu (tutte e tre, insieme al tamil, sono lingue dravidiche). La crestina del diacritico è ondulata rispetto a quello della /e/ autoctona |
| ऐ                   | ै                   | पै                        | /əi/ o /ai/ | /pəi/ o /pai/     | ai                    | ai                      | in sanscrito, dittongo: come ai in zaino; in altre parlate si può sentire /əi/. In hindi invece rappresenta la /ɛ:/ o /æ:/, una "e" lunga e con la bocca molto aperta |
| ऍ                   | ॅ                   | पॅ                        | /ɛ/         | /pɛ/              | ê                     | ê                       | È una /ɛ/ molto aperta ma breve, detta "candra e", "e lunare": il diacritico ha la forma di una falce o di una mezzaluna, tuttavia si traslittera con l'accento circonflesso. Si trova in prestiti marathi |
| ओ                   | ो                   | पो                        | /ο/         | /po/              | o                     | o                       | vocale semichiusa posteriore arrotondata lunga: come la o chiusa dell'italiano. Il matra si distingua da quello della /a:/ perché quest'ultimo fa da base per uno o due riccioli. |
| ऒ                   | ॊ                   | पॊ                        | /ɔ/         | /pɔ/              | ŏ                     | ŏ                       | È una "o" breve e aperta, usata talvolta nei prestiti di altre lingue dravidiche. |
| ऑ                   | ॅ                   | पॉ                        | /ɔ/         | /pɔ/              | ô                     | ô                       | è lo stesso identico suono, ma è utilizzata in prestiti inglesi. Si traslittera con un accento circonflesso, come con la "e lunare" |
| औ                   | ौ                   | पौ                        | /əu/ o /au/ | /pəu/ o /pau/     | au                    | au                      | iIn sanscrito, dittongo: come au in causa. In hindi, è una o arrotondata ma molto aperta e lunga |
| ऋ                   | ृ                   | पृ                        | /r̩/         | /pr̩/              | ṛ                     | R                       | in sanscrito "pseudo-vocale" vibrante alveolare sillabica breve: come una r italiana, ma in contesto consonantico. In hindi questa lettera rimane nell'ortografia di parole sanscrite e si pronuncia /ɾɪ/, con la "r" monovibrante: è quindi diventata una sillaba vera e propria. In marathi si pronuncia /ɾu/ e, in bengalese, /ri/. Il matra di questa sillaba si differenzia da quello di /u/ ( ु) perché quest'ultimo è orientato al contrario e ha la forma più allungata. Assomiglia ad un falcetto rispetto al ricciolo arcuato di /ɾɪ/ ( ृ ) |
| ॠ                   | ॄ                   | पॄ                        | /r̩ː/        | /pr̩ː/             | ṝ                     | RR                      | in sanscrito "pseudo-vocale" vibrante alveolare sillabica lunga: come la precedente ma vibra a lungo. In hindi è in disuso. |
| ऌ                   | ॢ                   | पॢ                        | /l̩/         | /pl̩/              | ḷ                     | LR                      | in sanscrito "pseudo-vocale" sillabica approssimante alveolare laterale breve: come una l italiana, ma tra consonanti. In hindi è in disuso. |
| ॡ                   | ॣ                   | पॣ                        | /l̩ː/        | /pl̩ː/             | ḹ                     | LRR                     | in sanscrito "pseudo-vocale" sillabica approssimante alveolare laterale lunga: versione più lunga della precedente. In hindi è in disuso. |

Le consonanti possono essere sorde o sonore, aspirate o non aspirate, cacuminali/retroflesse e non. Se l'aspirazione (importante in quanto ha valore distintivo tra foni) è in una consonante sonora (es. b, d, g, j, ecc.), essa si sonorizza.
Alcune di esse, con l'eccezione della ṅ, ḷh, una forma di "v" e "r" e "y" e "n" (ङ , ऴ , व़, ऱ, य़, ऩ  /ŋ/, /ɭʱ/, /v/, /r/, /j/, /n/) e della ɽ e ṛh (ड़, ढ़  /ɽ/ e /ɽʱ/), sono prestiti dall'alfabeto persiano (la 7° lettera è dall'inglese) e sono contrassegnati con un punto, la nuqtā, sotto una lettera sanscrita dalla pronuncia/posizione della lingua simile. Tuttavia alcuni parlanti potrebbero sostituirle con altri suoni nativi (ad esempio, togliendo la nuqtā dalla consonante per riottenere il suono hindi di partenza), con l'eccezione della 7ª e 8ª lettera, molto usate e scritte sempre col punto in basso.
Per creare le consonanti doppie/geminate (come nell'italiano "carro") e tutti i gruppi consonantici si utilizzano le congiunzioni/legature ortografiche. In base al tipo di lettera, a volte esiste un modo alternativo di affiancare insieme due o più lettere, oltre alla semplice fusione diretta. Sebbene le liquide, nasali, sibilanti e vibranti aspirate (es. /mha/, /mhe/, /lhi/, /ʃho/ /rhu/ ecc.) non abbiano una forma di scrittura a sé come succede per le altre consonanti aspirate, esse si creano con i cluster. Solo quattro gruppi consonantici sono completamente irregolari. Per alcune regole di scrittura, vedi sotto.
Per la traslitterazione si è utilizzato il sistema hunteriano, sviluppato da William Wilson Hunter nel 1868. A questo sistema si può affiancare la traslitterazione del sistema vocalico della IAST. Si ricorda nuovamente che la vocale usuale è lo scevà breve, di timbro neutro, e che la linea orizzontale sopra le lettere e diacritici si tende a tracciare per ultima.
| Consonante | Pronuncia       | Traslitterazione     | Descrizione semplificata |
| ---------- | --------------- | -------------------- | --- |
| क          | /kə/            | KA, ka               | C di cane / K di koala |
| क़          | /qə/            | QA, qa               | C di cane / K di koala pronunciata con la radice della lingua contro il velo (la parte morbida del palato). È un prestito persiano (ha la nuqtā), deriva da ق . |
| ख          | /kʰə/           | KHA, kha             | C di cane / K di koala con aspirazione sorda (uno sbuffo d'aria che si accompagna alla pronuncia della lettera). |
| ख़          | /χə/            | KHA, kha XA, xa      | C di cane / K di koala senza contatto tra velo e radice della lingua. Prestito persiano, da خ . |
| ग          | /gə/            | GA, g                | G di ghiacciolo. |
| ग़          | /ɣə/            | GHA, gha ĠA, ġa      | G di ghiacciolo, niente contatto tra dorso della lingua e palato. Prestito persiano, da غ . |
| घ          | /gʱə/           | GHA, gha             | G di ghiacciolo con aspirazione sonora. |
| च          | /t͡ɕə/ o /t͡sə/   | CA, ca               | C di cena con la punta della lingua spinta molto in avanti, in posizione di "gn" di gnomo. Nella seconda versione, non palatalizzata, è Z di zelo, sorda. In traslitterazione non bisogna confondere la lettura di K con C. |
| छ          | /t͡ɕʰə/ o /t͡sʰə/ | CHA, cha             | C di cena palatalizzata / Z di zelo, quindi occlusiva, con aspirazione sorda. |
| ज          | /d͡ʑə/ o /d͡zə/   | JA, ja               | G di gelato palatalizzata / Z occlusiva sonora. |
| ज़          | /zə/            | ZA, za               | Z di zelo, ma niente contatto tra punta della lingua e alveoli. Prestito persiano, da ز . |
| झ          | /d͡ʑʱə/ o /d͡zʱə/ | JHA, jha             | G di gelato palatalizzata / Z occlusiva sonora, con aspirazione sonora. Graficamente, la prima metà della lettera riprende le sembianze della /i/ isolata (इ). |
| झ़          | /ʒə/            | ZHA, zha             | G di gelato, senza contatto tra lingua e alveoli. Prestito francese. |
| त          | /t̪ə/            | TA, ta               | T di telo. Il trattino sotto la /t/ in IPA indica che la punta della lingua poggia sui denti. |
| थ          | /t̪ʰə/           | THA, tha             | T di telo, con aspirazione sorda. La linea orizzontale si spezza. |
| ट          | /ʈə/            | ṬA, ṭa               | T di telo, con punta della lingua arrotolata sul palato, piegata in direzione della parte tondeggiante del palato. Il movimento della lingua è analogo a quello della "r" angloamericana in "car", che però è senza contatto tra organi. In altre trascrizioni, in mancanza del punto sotto la lettera, si usa la versione maiuscola della lettera. Quindi "ta" traslittera त e "Ta" traslittera ट .                                           |
| ठ          | /ʈʰə/           | ṬHA, ṭha             | T di telo retroflessa, con aspirazione sorda. |
| ड          | /ɖə/            | ḌA, ḍa               | D di dado retroflessa. |
| ङ          | /ŋ-/            | ṄA, ṅa               | NG di panca, suono unico nasale. Si trova solo nei gruppi consonantici. Prestito inglese. |
| ढ          | /ɖʱə/           | ḌHA, ḍha             | D di dado retroflessa, con aspirazione sonora. |
| ड़          | /ɽə/            | ṚA, ṛa               | R dell'American English "car", retroflessa. Prestito inglese. La Nuqtā stavolta è in basso. |
| ढ़          | /ɽʱə/           | ṚHA, ṛha             | R di car retroflessa, con aspirazione sonora. Modifica del prestito inglese. |
| द          | /d̪ə/            | DA, da               | D di dado. Ha una protuberanza in più di ट . |
| ध          | /d̪ʱə/           | DHA, dha             | D di dado, con aspirazione sonora. La linea orizzontale si spezza. |
| प          | /pə/            | PA, pa               | P di palo. |
| फ          | /pʰə/           | PHA, pha             | P di palo, con aspirazione sorda. Somiglia a क ma in "ph" la prima parte della consonante è aggrappata alla linea orizzontale. |
| फ़          | /fə/            | FA, fa               | F, di fiore. Prestito persiano, da ف . |
| ष          | /ʂə/            | Ṣ(H)A, ṣ(h)a         | Sc di sciare, retroflessa. C'è un tratto in più rispetto a /p/. |
| ब          | /bə/            | BA, ba               | B di balena. |
| भ          | /bʱə/           | BHA, bha             | B di balena, con aspirazione sonora. La linea orizzontale si spezza. |
| व          | /və/ o /wə/     | VA, va oppure WA, wa | V di venire; se ha valore semiconsonantico, è U di guardare. La pronuncia corretta, nei casi limite, può essere sbrogliata dalla trascrizione nel vocabolario. C'è un tratto in meno rispetto a /b/ |
| व़          | /və/            | Va, va               | V, di venire, reperibile in alcuni manoscritti Rajasthani e Braj. Distingue la /v/ dalla /w/, che nella scrittura hindi non sono differenziale graficamente ma lo sono in traslitterazione e AFI. |
| य          | /jə/            | YA, ya               | I di iato, semivocalica. Assomiglia a "kh", che tuttavia all'intero ingloba una pallina, (ख), la stessa con cui si formano "b, v". la "y" poi si differenzia da "gh" perché la seconda ha la forma tondeggiante (घ), senza uno spuntone. Nella lettura della traslitterazione non bisogna confondere J con la Y. La seconda indica la semivocale e la pronuncia è come nell'italiano hai, stai, la prima è come nell'italiano gioco, giardino. |
| य़          | /jə/            | ẎA, ẏa               | I, di iato, semivocalica. Si trova in prestiti marathi. |
| न          | /nə/            | NA, na               | N di Natale. Si ottiene staccando il primo pezzo di /g/ ग e incollandolo sulla linea verticale. |
| ऩ          | /nə/            | ṈA, ṉa               | N di Natale. Si ritrova in alcuni prestiti di lingue dravidiche. È un prestito estremamente raro. |
| ण          | /ɳə/            | ṆA, ṇa               | N di Natale, retroflessa. Assomiglia alla "p" (प), ma il pendaglio vuoto è separato dalla linea verticale. |
| ञ          | /ɲə/            | ÑA, ña               | Gn di gnomo, suono unico. Si differenzia da "j" (ज) perché "ñ" somiglia di più ad una chela o una tenaglia, mentre "j" ha la forma anteriore panciuta. |
| म          | /mə/            | MA, ma               | M di mare. |
| स          | /sə/            | SA, sa               | S di sole. Si differenzia da "m" per il lungo tratto diagonale sul vertice del quadrato. |
| स़          | /θə/            | ṮA, ṯa               | T di telo, ma la punta della lingua è tra le due arcate dentare, cioè in posizione "interdentale". È uguale all'inglese "think, thank, through". Prestito persiano arcaico, da ث . È un prestito estremamente raro. |
| श          | /ɕə/ o /ʃə/     | SHA, sh / ŚA, śa     | Sc di sciare, palatalizzata o meno. Somiglia a थ ma non spezza la linea orizzontale ed è scollata dalla riga verticale. |
| ह          | /ɦə/            | HA, ha               | H dell'inglese have. La parte superiore è simile a इ o ड . |
| ह़          | /ħə/            | ĦA, ħa               | H dell'inglese have, ma è faringale: per pronunciarla, bisogna avvicinare la radice della lingua alla faringe, in modo da ostacolare il flusso d'aria dalla glottide. Prestito arabo da ح, estremamente raro. |
| र          | /rə/            | RA, ra               | R di riso, vibrante. Se intervocalica, è sempre monovibrante, come /ɾɪ/. Se raddoppiata o a fine parola, è ben sentita, quindi è polivibrante. Si ricorda che quest'ultima in sanscrito aveva valore pseudovocalico, mentre la र è puramente consonantica. La र a differenza di स /s/ non ha nessuna riga verticale a cui si collega. |
| ऱ          | /rə/            | ṞA, ṟa               | R, di riso, reperibile in prestiti marathi. |
| ल          | /lə/            | LA, la               | L di luna. Assomiglia a "t" (त), ma in più c'è un piegamento nella gamba della "t". Ha valore puramente consonantico. |
| ळ          | /ɭə/            | ḶA, ḷa               | L di luna, retroflessa, valore puramente consonantico. Somiglia ad una ठ duplicata. Poiché questa lettera e la sua controparte aspirata (vedi sotto) si usano solo nel sanscrito vedico, nell'hindi è in disuso. |
| ऴ          | /ɭʱə/           | ḶHA, ḷha             | L di luna, retroflessa e con aspirazione sonora, valore puramente consonantico. Non è un prestito persiano e nell'hindi è in disuso. |
| ॐ          | /ɔ̃:m/           | "Om"                 | Si tratta di una sillaba calligrafica sanscrita molto famosa, arcaica e sacra. Viene usata anche come decorazione su oggetti e si sente spesso nel canto sacro e meditativo. La pronuncia fissa è indicata in AFI. |
| ज्ञ         | /gjə/           | "JÑA", jña           | Oltre che essere uno dei due gruppi dalla scrittura completamente irregolare (vedi la sezione "legature ortografiche"), la lettura è completamente diversa dalla scrittura e traslitterazione: infatti si pronuncia come "GHI" di ghiaia, seguito dalla vocale inerente. |
| क्ष         | /kʂə/           | KṢ(H)A, kṣ(h)a       | Questo è il secondo gruppo completamente irregolare, si pronuncia "KS" con la "s" retroflessa. |
| ह्य         | /hyə/           | HYA, hya             | Il terzo gruppo irregolare è una fusione dello spuntone di य con la parte inferiore, a forma di conchiglia di ह . |
| द्य         | /dyə/           | DYA, dya             | Il quarto e ultimo gruppo irregolare è l'incontro di /d/ con la semivocale /j/, ha il suo spuntone smussato (य) e sporge sotto la prima lettera. Somiglia a घ ma "dya" ha una posizione più bassa, come se fosse scivolata lungo la riga verticale. |

Per completezza, si elencano infine i numeri cardinali. Il sistema grafico indiano possiede il numero zero, di cui si hanno le prime tracce storiche proprio in India. Per scrivere numeri che superano il migliaio non si usa il punto come separatore ma la virgola oppure uno spazio vuoto. Viceversa, i numeri con la virgola hanno le cifre intere separate da tutto il resto con il punto.
| Sanscrito-hindi +nome in sanscrito | Bengali   | Arabo moderno | Urdu          | Arabo    | Persiano       | Nome in hindi | Nomi imparentati in altre lingue indo-europee |
| ---------------------------------- | --------- | ------------- | ------------- | -------- | -------------- | ------------- | --- |
| ०, śūnya (शून्य)                     | ৹, shunnô | 0             | ۰, صفر sifar  | ٠,صفر    | ٠ sefr (صفر)   | śūnya (शून्य)   | (in arabo classico è stato poi tradotto come "ṣifr", cioè "nulla"; in latino medievale è stato poi traslitterato come "zephirum", da cui derivano "zero" e "cifra", usati in parecchie lingue europee), μηδέν (greco moderno), nihil (latino) |
| १, eka (एक)                        | ১, æk     | 1             | ۱, ایک ek     | ١,وا حد  | ۱ yek (یک)     | ek (एक्)       | ekh (sylheti, assamese), ένα (greco moderno), one (inglese), ūnus (latino) |
| २, dvi (द्वि)                        | ২, dui    | 2             | ۲, دو do      | ٢,إثنان  | ۲ do (دو)      | do(दो)         | dos (spagnolo), duos (latino), dva (russo), due (italiano) deux (francese), tveir (norvegese antico) dui (sylheti, assamese), δυο (greco moderno), two (inglese < inglese antico *twa)                                                        |
| ३, tri (त्रि)                        | ৩, tin    | 3             | ۳, تین tīn    | ٣,ثلاثة  | ۳ se (سه)      | tīn (तीन्)      | tri (russo), tre (italiano) tres (spagnolo), três (portoghese) three (inglese), tin (sylheti) drei (tedesco), trois (francese) tini (assamese), τρία (greco moderno), trēs (latino)                                                           |
| ४, catur (चतुर्)                     | ৪, car    | 4             | ۴, چار chār   | ٤,أربعة  | ۴ hahâr (چهار) | cār (चार्)      | katër (albanese), quattuor (latino). quattro (italiano), cuatro (spagnolo) quatro (portoghese), quatre (francese) četiri (serbo), chetyre (russo) sair (sylheti), sari (assamese), ceathair (gaelico), τέσσερα (greco moderno)                |
| ५, pañca (पञ्च)                     | ৫, pãch   | 5             | ۵, پانچ pāṅch | ٥,خمسة   | ۵ panj (پنج)   | pā͂c (पाँच्)      | pyat' (russo) penki (lituano), pięć (polacco), pans (assamese) fas (sylheti), πέντε (greco moderno), quīnque (latino), cinque (italiano) |
| ६, ṣaṣ (षष्)                        | ৬, chôy   | 6             | ۶, چھ chaḥ    | ٦,ستّة    | ۶ shesh (شش)   | chaḥ (छः)      | shesh (persiano), seis (spagnolo) seis (portoghese), six (francese) six (inglese), sei (italiano) sechs (tedesco), shôy (assamese), soy (sylheti), έξι (greco moderno), sex (latino)                                                          |
| ७, sapta (सप्त)                     | ৭, shat   | 7             | ۷سات sāt      | ٧,سبعة   | ۷ haft (هفت)   | sāt (सात्)      | sette (italiano), siete (spagnolo) sieben (tedesco), sept (francese) sete (portoghese), shat (sylheti), επτά (greco moderno) (< */h/-), seven (inglese), septem (latino)                                                                      |
| ८, aṣṭa (अष्ट)                      | ৮, at     | 8             | ۸, آٹھ āṭh    | ٨,ثامنية | ۸ hasht (هشت)  | āṭh (आठ्)      | hasht (persiano), astoņi (lettone) acht (tedesco), åtte (norvegese) otto (italiano), oito (portoghese) eight (inglese), huit (francese) at (sylheti), οκτώ (greco moderno), octō (latino)                                                     |
| ९, nava (नव)                       | ৯, nôy    | 9             | ۹, نو nau     | ٩,تعسة   | ۹ noh (نه)     | nau (नौ)       | nove (italiano), nove (portoghese) nueve (spagnolo), neuf (francese) nine (inglese), nô (assamese) nôy (sylheti), neun (tedesco) naw (gallese, o "cymraeg"), εννέα (greco moderno), novem (latino)                                            |

## Confronto fra devanagari e bangla lipi
Poiché l'alfabeto bengalese (bangla lipi) e assamese derivano dalla devanagari, sono presenti molte somiglianze. La tabella parte con tutte le vocali e i rispettivi matra già aggiunti a क - ক .
| Devanagari moderna | Banga lipi | Commento |
| ------------------ | ---------- | --- |
| अ                  | অ          | In hindi si spezza la linea orizzontale.                                                                          |
| आ                  | আ          | In hindi si spezza la linea orizzontale.                                                                          |
| इ                  | ই          | |
| ई                  | ঈ          | |
| उ                  | উ          | |
| ऊ                  | ঊ          | |
| ए                  | এ          | In hindi ha una linea orizzontale.                                                                                |
| ऐ                  | ঐ          | In hindi ha una linea orizzontale.                                                                                |
| ओ                  | ও          | In hindi ha una linea orizzontale.                                                                                |
| औ                  | ঔ          | In hindi ha una linea orizzontale.                                                                                |
| ऋ                  | ঋ          | In hindi ha una linea orizzontale.                                                                                |
| क                  | ক          | |
| का                  | কা          | |
| कि                  | কি          | |
| की                  | কী          | |
| कु                  | কু          | |
| कू                  | কূ          | |
| के                  | কে          | In bengalese si scrive davanti alla lettera.                                                                      |
| कै                  | কৈ          | |
| को                  | কো          | In bengalese diventa un matra circonflesso.                                                                       |
| कौ                  | কৌ          | In bengalese diventa un matra circonflesso.                                                                       |
| कृ                  | কৃ          | |
| क                  | ক          | |
| ख                  | খ          | In hindi non si spezza la linea orizzontale.                                                                      |
| ग                  | গ          | In hindi non si spezza la linea orizzontale.                                                                      |
| घ                  | ঘ          | |
| च                  | চ          | In bengalese la lettera è ribaltata rispetto alla riga verticale.                                                 |
| छ                  | ছ          | |
| ज                  | জ          | |
| झ                  | ঝ          | |
| त                  | ত          | |
| - - -              | ৎ          | Questa lettera /t-/ esiste solo in lingua bengali.                                                                |
| थ                  | থ          | |
| द                  | দ          | In bengalese si ribalta rispetto alla riga verticale.                                                             |
| ध                  | ধ          | |
| प                  | প          | In hindi non si spezza la linea orizzontale.                                                                      |
| फ (o फ़)            | ফ          | |
| ब                  | ব          | |
| भ                  | ভ          | In bengalese diventa una spirale appuntita senza riga verticale                                                   |
| ट                  | ট          | |
| ठ                  | ঠ          | |
| ड                  | ড          | |
| ढ                  | ঢ          | |
| म                  | ম          | |
| ञ                  | ঞ          | In hindi non si spezza la linea orizzontale.                                                                      |
| न                  | ন          | |
| ल                  | ল          | |
| ण                  | ণ          | In hindi non si spezza la linea orizzontale.                                                                      |
| ङ                  | ঙ e ং       | In hindi non si spezza la linea orizzontale. In bengalese il suono è anche rappresentato dal diacritico indicato. |
| र                  | র          | |
| ऱ                  | ৰ          | Questa lettera si usa solo in assamese, è una "r" leggermente retroflessa, molto meno del prestito ड़ .            |
| व                  | ৱ          | Oggi la semivocale "w" in bengalese è in disuso. Non esiste il fono /v/.                                          |
| य                  | য          | |
| ड़                  | ড়          | |
| ढ़                  | ঢ়          | |
| स                  | স          | |
| श                  | শ          | In hindi non si spezza la linea orizzontale.                                                                      |
| ष                  | ষ          | |
| ह                  | হ          | |

## Norme per gruppi consonantici regolari
- Le vocali nel sanscrito vedico possono assumere un accento tonico di tipo ascendente, discendente, ascendente-discendente. Questo sistema di accenti è dotato di accenti segnati sopra le consonanti dotate di matra e data una precisa prosodia ai testi nel periodo in cui l'accento mobile e musicale del sanscrito si era regolarizzato. Mentre lo svara ("accento") ascendente non ha simboli ed è romanizzato con ॔, il simbolo   ॒  indica quello discendente e non ha trascrizione. Infine   ॑ , un piccolo apostrofo verticale posizionato molto in alto e appena dopo la sillaba interessata, indica il terzo tipo di accento, romanizzato con ॓.
- In sindhi (parlato in India e Pakistan) ci sono quattro consonanti occlusive sonore in più: esse sono le implosive  ॻ /ɠə/,  ॼ /ʄə/,  ॾ /ɗə/,  ॿ /ɓə/, riconoscibili per un tratto orizzontale sotto la lettera e solitamente attaccato alla riga verticale. Si pronunciano rispettivamente come "g, d͡ʒ, d, b" ma prima si chiude il setto nasale in corrispondenza del velo palatino (cioè si fa finta di respirare solo con la bocca, senza che entri aria dal naso), poi si chiude completamente la glottide (una valvola nella gola che si individua tossicchiando) e si abbassa (come se si stesse deglutendo) provocando nello stesso tempo un rumore, una vibrazione delle corde vocali. A questo suono discendente si accompagna l'esecuzione della consonante. Intanto che si effettua il suono, la lingua è già pronta in posizione per pronunciare la consonante. La vocale successiva avrà un timbro molto gutturale.
- Nella lingua Limbu e Lohorung, un altro suono è la ॽ, che rappresenta uno stacco glottale (o "colpo di glottide" o "glottal stop) /ʔ/, che equivale ad un colpetto di tosse molto lieve.
- Il simbolo della rupia è ₹. Il simbolo è simile alla र di "rupia" con un ulteriore tratto orizzontale, come per l'euro (E → €). La versione abbreviata in caratteri latini è "Rs". Nei prezzi, è anteposto alle cifre. Non è da confondere con la rupia bengalese, cioè il ṭaka ৳. In generale, le date, età, percentuali, numeri di telefono e prezzi nei cartelloni pubblicitari possono essere espressi in cifre arabe nonostante esistano le cifre indiane. Allo stesso modo, i nomi di marchi stranieri si indicano con l'alfabeto latino, il logo/marchio rimane inalterato e gli slogan stranieri restano in inglese. Nelle immagini pubblicitarie, il nome di un prodotto/marca indiana può essere indicata in romanizzazione o tradotta in inglese.
- Quando il matra /-i/ si inserisce sulle tre consonanti con la linea spezzata, in alcuni font il nastrino può apparire slegato dalla riga verticale: /dʱi/ धि  /ʃi/ थि  /bʱi/ भि. Nei cluster torna a legarsi.
- Il matra della /u/ breve ु e lunga ू ha una posizione irregolare con la "r":  रु /ru/,  रू /ru:/  (nel secondo caso, il matra non cambia inclinazione: è solo trascinato con un movimento rigido accanto alla consonante "r").
- In hindi ci sono precise regole che riguardano i fenomeni di nasalizzazione vocalica e aggiunta+assimilazione della consonante nasale. la nasalizzazione della vocale avviene se il diacritico (quello più corretto è la mezzaluna "candrabindu" ँ) si trova su una qualunque vocale a fine parola, indifferentemente se essa è lunga o breve. La lunghezza della parola è indifferente: può anche essere monosillabica, come माँ , "ma', mamma". La nasalizzazione non modifica assolutamente la lunghezza vocalica: le lunghe restano lunghe. Nel secondo caso, avviene se la mezzaluna si trova su una vocale completamente isolata, lunga o breve. Nel terzo caso, avviene se dopo la vocale con mezzaluna si trova un'altra vocale (scritta, per logica, in forma isolata), ex. सांई  /sã:i/  "santo" nel linguaggio induista. Nel quarto caso, avviene se la vocale lunga con candrabindu è seguita da una consonante occlusiva o affricata sorda, indifferentemente se essa è aspirata o meno; per la precisione, le consonanti coinvolte sono la /p, t, t͡ʃ, ʈ, k/ con e senza aspirazione. Si ricorda che il luogo di articolazione è pure indifferente. Nel quinto caso, avviene se una vocale breve con la candrabindu è seguita da una consonante liquida o nasale o vibrante o dalle semivocali; per la precisione, sono la /l, m, ɲ. n, ɳ, ŋ, r, ɽ, j, w/. Si ricorda che /ɭ/ è in disuso in hindi. Le ultime due, nella parlata veloce, assimilano l'aspirazione. In alcune parole o prestiti, la regola può cadere. La mezzaluna è presente pure in bengali e ha anch'essa la funzione di nasalizzare la vocale. Non è da confondere con la "Isshar" (৺): in bengalese, si scrive davanti al nome di una persona deceduta o sta ad indicare il nome di una divinità.
- In tutti gli altri casi (sempre in hindi), avviene l'aggiunta della consonante nasale e la sua successiva assimilazione alla consonante successiva: cambia solo il luogo di articolazione, in base a dove è posizionata la lingua (il modo non cambia perché è sempre nasale: il suono uscirà sempre e solo dal naso). Il diacritico più corretto per indicare il fenomeno (e dunque renderlo subito riconoscibile senza bisogno di applicazione di regole) è l'anusvāra, ं  . Davanti a p/b la consonante usata è /m/, davanti a d/t e r/s/sh/h diventa /n/, davanti ai medesimi suoni retroflessi si retrofletterà anch'essa (ʈ/ɖ - /ɳ/), davanti a t͡ɕ/d͡ʑ/ɕ in versione palatalizzata diventerà /ɲ/ ("gn" di gnomo) o altrimenti nella pronuncia alternativa tornerà ad essere /n/, di fronte a k/g diventerà /ŋ/, davanti alla "v/f" diventa /ɱ/ (come nella parola "canvass"), davanti alla /q/ diventa /N/ uvulare, eseguita con la radice della lingua (né con dorso né con la punta) e preceduta da una pesante nasalizzazione vocalica. si ricorda che i diacritici nasali, oltre che le lettere in disuso nell'hindi, si trovano perlopiù in parole di origine sanscrita. In taluni casi, la grafia di aggiunta di consonante nasale con diacritico è reperibile pure in prestiti di altre lingue (e quindi anche davanti a suoni importati come f/q). La regola in alcune parole o prestiti, come "banca", può cadere. L'anusvāra si trova pure in bengali, si scrive ং e indica l'aggiunta di un unico fono: la /ŋ/. L'utilizzo di questo diacritico e della mezzaluna quindi sono ben distinti.
- Il simbolo ऽ, cioè la "Avagraha S", in hindi si trova dopo i suoni vocalici lunghi e li allunga dandogli un tono di lamento, ragion per cui si trova in interiezioni o parole esclamate. Per ragioni enfatiche, si può scrivere più volte di fila (ex. आईऽऽऽ!  /a:i:/  cioè "aahiiii!"). Un esempio di prestito con tono esclamatorio è कूऽल !!  /ku:l/  "cooool !! / fiiiigooooo!!". Deriva dal sanscrito, in cui ha una diversa funzione: è reperibile quando due parole/blocchi di frase in cui il primo finisce con "e/o" e il secondo inizia con scevà si affiancano: in questi casi, lo scevà della seconda parola cade per regola sia in pronuncia sia in ortografia, e in ortografia si sostituisce con l'avagraha  (ex. बालको /ba:lko/ "bambino" + अयम्  /əjm/ "questo" = बालकोऽयम्  /ba:lkojm/ "Bāl'ko 'ym", "questo bambino") (ex. शिवो + अहम्  /ʃivo + əhəm → ʃivohəm/ "Shivo ’ham", "Io sono Shiva"). Si traslittera in sanscrito come un apostrofo dopo uno spazio vuoto tra i due blocchi. Non ci si può confondere con la cancellazione di scevà (vedi sotto), indicata con un apostrofo: in quest'ultimo caso, prima dell'apostrofo c'è una consonante, non uno spazio vuoto. Un secondo modo di traslitterare il simbolo è con > tra i due blocchi. In bengalese il diacritico assume una forma molto calligrafica, ঽ .
- In hindi, una parola seguita dal numero due (२) indica che essa si ripete due volte, ex. अहो२! "aho aho!" (oh oh!).
- La Visarga, ः , è un paio di punti a fine parola che, in sanscrito, indicano un'aspirazione /-h/ (fricativa glottidale), che si conserva in hindi. Si traslittera come Ḥ, ḥ ed è sempre preceduta da una vocale. In sanscrito, per circoscrivere e far sentire bene l'aspirazione, si può sentire la vocale ripetuta dopo l'aspirazione, dando un effetto eco, ex. /əh→ əhə/. In IPA e su supporto informatico si traslittera come un apice. Mentre in hindi la pronuncia è sempre /h/ e la romanizzazione è unica, in sanscrito se si trova a fine frase si può pronunciare /r/ o /s/ se si declama un testo antico con la pronuncia pausale. In grafia bengalese i due punti sono vuoti: ঃ e non solo indica il suono /h/, ma si trova nelle parole composte. Non è da confondere con ং  /ŋ/.
- La cancellazione/caduta dello scevà (in inglese "Schwa deletion") in hindi, come già detto, se non è disambiguata con la virāma, è -in parte- predittiva con delle regole. Come 1° regola, lo scevà /ə/ non si può omettere nella prima sillaba di una parola. Come 2° regola, se una parola inizia per scevà, ovviamente deve essere pronunciata. Come 3° regola, data la legenda [C]= consonante con scevà sottintesa,  [V]= vocale,  [CV]= consonante+matra, [(C)V]= consonante che può esserci facoltativamente e [C= consonante soggetta a caduta di scevà inerente], nelle parole aventi tre sillabe [1'][2'][3'] la cui sillaba finale [3'] termina con una vocale a piacere diversa da scevà, la lettura finale è [(C)V][C][CV] (è indifferente che la parola inizi o no per consonante). Vale a dire, dall'incontro delle due consonanti in mezzo alla parola, la prima perde lo scevà. Come 4° regola, se una parola con più sillabe termina con una consonante con scevà sottinteso, cioè -[C], il fono scevà spesso si elimina. Come 5° regola, una parola di quattro sillabe tutte con scevà inerente, cioè [C][C][C][C], se soggetta al fenomeno si legge [C][C][C][C]. Lo scevà si toglie dalla seconda e quarta sillaba, che non a caso è l'ultima (si riprende quindi la quarta regola; poiché la prima sillaba resta completamente inalterata, si riprende anche la prima). Come 6° regola, una parola ha da 4 sillabe in su ed è molto diversificata al suo interno, si scandaglia ed esamina il vocabolo applicando un passo alla volta la terza regola, cioè spostando volta per volta il blocco [(C)V][C][CV] di una posizione in avanti. Se la combinazione di vocali e consonanti combacia col blocco, è probabile che quindi la lettura del blocco di parola in esame rispecchi [(C)V][C][CV] (e cioè, è probabile che ci sia nella posizione [C] la caduta di scevà). Se la parola ha 4 sillabe, in totale quindi si eseguiranno due spostamenti/analisi; se ne ha 5, se ne eseguiranno tre prima di arrivare in fondo; ecc. Nelle parole polisillabiche è anche utile ricordarsi la 1° regola. Si ricorda che la lettura corretta e il corretto inserimento della virāma può essere sbrogliata da un buon dizionario con romanizzazione e/o la trascrizione IPA. Un esempio di eliminazione di scevà è nel nome proprio विमला  (Vim'lā, /vimla:/), che segue la terza regola. Tutte le volte che in romanizzazione si indica la perdita di scevà, accanto alla consonante interessata si scrive un apostrofo. Senza di esso, l'ortografia cambierebbe in un cluster perché le consonanti si fonderebbero insieme: "Vimlā" infatti si scrive विम्ला . La virāma esiste pure in bengalese e ha il medesimo utilizzo.
- Le legature/congiunzioni ortografiche si ottengono, in molti casi, togliendo la linea verticale della prima delle due lettere e affiancandole (possono essere diverse o identiche se si scrive un raddoppio consonantico) fino a unirle (ex. प्प,  ष्ष,  ख्ख,  ग्ग,  ब्ब,  व्व,  च्च,  ञ्ञ,  घ्घ,  भ्भ,  थ्थ,  ध्ध,  म्म,  ल्ल,  स्स,  ण्ण,  श्श ecc). Su supporto informatico, si ottengono digitando una consonante, la virāma e un'altra consonante a piacere. Le eccezioni sono i due raddoppi occlusivi /kkə/ e /ppʰə/  (क्क e  फ्फ: la prima delle due linee verticali rimane) e le quattro lettere dalla base semisferica (tutte occlusive retroflesse), che si appendono l'una sull'altra: ट्ट, ठ्ठ, ड्ड, ढ्ढ, incluso /ddə/ द्द. Quando le consonanti si appendono, si schiacciano e comprimono. La "t" geminata ha la prima parte alzata: त्त. Si ricorda nuovamente che, in assenza di matra e virāma, la vocale di default è lo scevà breve: gli esempi contengono proprio la vocale neutra. Inoltre, due consonanti non si possono semplicemente affiancare per creare un cluster: ad ex., per creare /tke/ si deve scrivere त्के ; se si scrivesse तके , si leggerebbe /təke/: lo scevà non è stato tolto, quindi essendoci una vocale in mezzo la pronuncia è quella appena indicata e non si crea un cluster. Le legature sono presenti anche in bengalese.
- In generale, "k/ph" non perdono la loro riga verticale anche quando si affiancano ad altre lettere  (ex. /klə/ क्ल   /kdʱə/ क्ध   /pʰɳə/ फ्ण    /pʰɖə/ फ्ढ    /pʰʃə/ फ्थ ). Si ricorda nuovamente che, con tre consonanti, la linea orizzontale si spezza. Quindi, alla fine della scrittura delle consonanti/matra/diacritici di tutta la frase si tracceranno due linee orizzontali distinte. Nei cluster con una delle tre consonanti spezza-linea, la prima metà della linea ospita il frammento della prima consonante, ex. "gtha"  ग्थ , "pdho"  प्धो , "kbhi"  क्भि . Anche nei cluster, la /-i/ si scrive in posizione preconsonantica e, in questo caso, si riferisce ad un intero gruppo consonantico: se in "gi" (गि) si riferisce a /g/, in "gpi" (ग्पि) si riferisce a /gp/.
- La "r" quando è primo membro di un cluster, si trasforma in un ricciolo sopra la lettera e appoggiato in cima alla riga verticale. Tutto il cluster si legge dall'alto in basso (ex. र्त /rtə/    र्प /rpə/    र्म /rmə/   र्न /rnə/ र्घ /rgʱə/    र्ग /rgə/    र्क /rkə/     र्ख /rkʰə/   र्ह /rhə/). Lo stesso raddoppio /rrə/ ( र्र ) non è esente da questa norma. Il ricciolo è identico a quello di ऋ, ma quest'ultimo si scrive sotto la lettera e si legge come una vera e propria sillaba, /ɾɪ/. Nelle parole bisogna poi non confondere l'ortografia, cioè ऋ con रि.
- La "r" come primo membro di un cluster non solo non cambia grafia nemmeno con cluster più estesi, ma la regola di leggere il cluster a partire dall'alto non cambia: l'occhio cade sempre sul ricciolo in alto, poi sul gruppo consonantico in basso (ex. /rspi/  र्स्पि). Su supporto informatizzato, per scrivere cluster di più di tre consonanti, si digita la virāma anche dopo la seconda consonante. In hindi, i cluster sono di massimo 4 consonanti. Nell'esempio, si noti che il nastrino del matra /-i/, in presenta di cluster si riallaccia alla consonante in fondo.
- La "r" come primo membro di cluster rimane comunque scritta come ricciolo in cima ad una riga verticale anche quando ci sono i matra della vocale /e/ breve/lunga+aperta e della vocale  /o/ breve/lunga+aperta. Poiché i matra, che hanno forma di una crestina, poggiano anch'essi su una riga verticale, il ricciolo si affianca a loro sulla stessa riga. Poiché né i matra né il ricciolo cambiano orientamento, il risultato finale è quindi regolare. Si legge sempre a partire dall'alto. (ex. /rpo:/ र्पौ    /rpe/ र्पे )
- La "r" come primo membro di cluster anche in presenza del matra /-i:/ è regolare: la riga verticale del matra ospita sia il suo nastrino sia il ricciolo, che non subisce modifiche e si legge sempre per primo (ex. र्पी  /rpi:/). Col matra /-i/ tutto è sempre regolare (ex. र्पि  /rpi/).
- La "r" quando è secondo membro di un cluster, diventa un trattino situato in un piccolo spazio sotto la lettera e incollato alla linea verticale (ex. क्र /krə/   प्र  /prə/   म्र /mrə/   ब्र /brə/   ख्र  /kʰrə/   ग्र /grə/   घ्र /gʱrə/   ध्र /dʱrə/   द्र /drə/ ). In /trə/ ( त्र ) inoltre la gamba della त si alza per dare più spazio alla "r". Come enunciato al punto precedente, la lettura dei cluster con la "r", che si muta sempre in diacritico, avviene dall'alto verso il basso. Infine, poiché nelle quattro lettere a base semisferica, nella /t͡ɕʰ/ e nella /ŋ/ manca una linea verticale, la "r" si trasforma in un cuneo puntato verso la base: ट्र ट्र ठ्र ड्र छ्र ङ्र . Anche la /l/ in alcuni font segue questa convenzione perché la gamba della lettera è più complessa di quella di त, a cui assomiglia. Quindi il risultato è  ल्र . Si ricorda che ळ्र è in disuso. Se sotto la "-r" scritta come un cuneo si inserisce la vocale  ु e ू , la grafia di tutti e tre i membri si limita a comprimersi: ट्रु  ट्रू . Essendoci già la consonante "-r", non ha senso inserire il diacritico-sillaba ृ dopo tale cluster.
- La /n/ come secondo membro di un cluster in alcuni font assume una grafia, un comportamento e una lettura dall'alto al basso analoghi alla "r" nella stessa posizione (ex. ग्न  /gnə/, घ्न /gʱnə/ प्न /pnə/ म्न /mnə/ च्न /d͡ʑnə/ ख्न /kʰnə/ द्न /dnə/). Anche न्न "nn" non è esente dalla regola. Si ricorda nuovamente che, con "r" al primo membro, è "r" a subire una trasformazione in ricciolo: /rnə/  र्न .
- La forma a conchiglia della ह  /h/ in alcuni font ospita al suo interno non solo la "r" e "n" come 2° membro di un cluster (ह्र , ह्न), ma anche la sua versione retroflessa (ह्ण), la /l/ (ह्ल) e la /v/ (ह्व), ma non la sua controparte /b/. A causa delle dimensioni, il secondo membro è di dimensioni molto esigue, nonostante l'ingrandimento della conchiglia.
- La "sh" (श) quando si incontra con altre lettere perde il tratto verticale, soppiantato dalla seconda consonante, e conserva la sua forma (ex. /ʃpə/ श्प ) ma in quattro casi assume la forma di un nastrino ripiegato su sé stesso e annodato in cima alla sbarra verticale della seconda consonante. Il nastrino, svolazzando al all'altezza della riga orizzontale, la taglia. I casi sono: श्न  /ʃnə/  श्व /ʃvə/   श्च  /ɕd͡ʑə/  श्र  /ʃr/. Quest'ultimo, avendo inoltre la "r" in seconda posizione, è dunque soggetto a ben due regole.
- Con alcune lettere al primo membro non si in molti casi ha una legatura ortografica calligrafica, quindi il cluster si ottiene "manualmente", cioè affiancando le due consonanti senza nessuna variazione e scrivendo sotto la prima la virāma. Esse sono: ङ, छ, ह, द e le quattro lettere a base semisferica ट , ठ , ड , ढ  (ex. ढ्क  /ɖʱkə/). Tuttavia si ricorda nuovamente che queste lettere, se raddoppiate, si appendono l'una sull'altra e, con "r" come primo o secondo membro di cluster, la "r" si trasforma    (ex. ड्रि /ɖri/  र्डू /rɖu:/).
- La ङ, pur non possedendo molte legature, ha la particolarità in alcuni font di poter comprimere e appendere sotto di sé la seconda consonante, se essa è una म, क, ग, घ    (ङ्क ङ्ग ङ्घ ङ्म). La "r" invece si trasforma, come già noto, in un cuneo.
- La parte superiore della "y" semivocalica, dopo una lettera dalla base semisferica, si fonde con l'unico pezzo di riga verticale disponibile: ट्य , ठ्य , ड्य , ढ्य . La regola vale anche con ङ्य .
- In taluni casi, le occlusive aspirate possono trovarsi scritte in forma di cluster, pur esistendo la consonante a sé, ex. "bha" è भ oppure ब्ह .
- Il punto vuoto ( ॰ ) sopra una lettera o un cluster indica un'abbreviazione (ex. म॰प्र॰, cioè "M.Pr.", è la regione "Madhyar Pradesh") (ex. ई॰पू॰  "ī.pū." equivale all'inglese "BC", "Avanti Cristo") (ex. ज॰ने॰वि॰  "Ja.Ne.Vi." è "Jawahar'lal Nehru University") (ex. वि॰ è विश्वविद्यालय  "viśvavidyālay", "università"). In hindi esistono anche le sigle e acronimi, come  इसरो  (IS’RO), sigla dell'inglese "Indian Space Research Organization".
- Gli antichi grammatici sanscriti classificarono il sistema delle vocali come: velari, retroflesse, palatali e plosive, anziché posteriori, centrali e medie. ए e ओ sono state classificate rispettivamente come palato-velare (a+i) e labio-velare (a+u). I grammatici le hanno però classificate anche come dittonghi e, nella prosodia, a ciascuna sono conferiti due mātrā. Questo non significa necessariamente definirle come dittonghi ma non esclude neppure che, in uno stadio antico della lingua, fossero considerate tali. Queste vocali sono pronunciate rispettivamente come /eː/ ed /oː/ lunghe dalla maggioranza dei bramini, letterati e sacerdoti di oggi. Oltre a questi "dittonghi", gli altri sono formati dalle due semivocali.

### Lista di gruppi di occlusive, affricate, nasali+laterali+vibranti, fricative
Per fini di consultazione, si indicano tutti i gruppi di occlusive, affricate e nasali e laterali in devānagarī. Sono indicati solo quelli di due lettere (in hindi ci possono essere 3 consonanti di fila e, in casi più unici che rari, 4). I prestiti arabi e dravidici, per evitare ridondanze, non sono stati inseriti. Salvo eccezioni causate dal font, valgono tutte le regole indicate sopra, che alleggeriscono parecchio il carico mnemonico e/o facilitano la consultazione e la lettura. Nella riga verticale principale, si trova il primo membro del cluster, nella riga orizzontale principale il secondo. Procedendo in orizzontale, dato un 1° membro fisso, si aggiunge al 2º membro ogni consonante della riga orizzontale. Nella diagonale, poiché le lettere nelle due righe principali sono ordinate in modo speculare, si trovano automaticamente tutti i raddoppi consonantici. Per comodità, la diagonale delle doppie è in grassetto. Non tutti i gruppi sono reperibili nei vocaboli hindi e/o hanno forma calligrafica.
| - | क  | ख  | ग  | घ  | च  | छ  | ज  | झ  | त  | थ  | द  | ध  | प  | फ  | ब  | भ  | ट  | ठ  | ड  | ढ  | म  | ञ  | न  | ल  | ङ  | ण  | ळ  | ऴ  | र  | व  | स  | श  | ष  | ह  |
| - | -- | -- | -- | -- | -- | -- | -- | -- | -- | -- | -- | -- | -- | -- | -- | -- | -- | -- | -- | -- | -- | -- | -- | -- | -- | -- | -- | -- | -- | -- | -- | -- | -- | -- |
| क | क्क | क्ख | क्ग | क्घ | क्च | क्छ | क्ज | क्झ | क्त | क्थ | क्द | क्ध | क्प | क्फ | क्ब | क्भ | क्ट | क्ठ | क्ड | क्ढ | क्म | क्ञ | क्न | क्ल | क्ङ | क्ण | क्ळ | क्ऴ | क्र | क्व | क्स | क्श | क्ष | क्ह |
| ख | ख्क | ख्ख | ख्ग | ख्घ | ख्च | ख्छ | ख्ज | ख्झ | ख्त | ख्थ | ख्द | ख्ध | ख्प | ख्फ | ख्ब | ख्भ | ख्ट | ख्ठ | ख्ड | ख्ढ | ख्म | ख्ञ | ख्न | ख्ल | ख्ङ | ख्ण | ख्ळ | ख्ऴ | ख्र | ख्व | ख्स | ख्श | ख्ष | ख्ह |
| ग | ग्क | ग्ख | ग्ग | ग्घ | ग्च | ग्छ | ग्ज | ग्झ | ग्त | ग्थ | ग्द | ग्ध | ग्प | ग्फ | ग्ब | ग्भ | ग्ट | ग्ठ | ग्ड | ग्ढ | ग्म | ग्ञ | ग्न | ग्ल | ग्ङ | ग्ण | ग्ळ | ग्ऴ | ग्र | ग्व | ग्स | ग्श | ग्ष | ग्ह |
| घ | घ्क | घ्ख | घ्ग | घ्घ | घ्च | घ्छ | घ्ज | घ्झ | घ्त | घ्थ | घ्द | घ्ध | घ्प | घ्फ | घ्ब | घ्भ | घ्ट | घ्ठ | घ्ड | घ्ढ | घ्म | घ्ञ | घ्न | घ्ल | घ्ङ | घ्ण | घ्ळ | घ्ऴ | घ्र | घ्व | घ्स | घ्श | घ्ष | घ्ह |
| च | च्क | च्ख | च्ग | च्घ | च्च | च्छ | च्ज | च्झ | च्त | च्थ | च्द | च्ध | च्प | च्फ | च्ब | च्भ | च्ट | च्ठ | च्ड | च्ढ | च्म | च्ञ | च्न | च्ल | च्ङ | च्ण | च्ळ | च्ऴ | च्र | च्व | च्स | च्श | च्ष | च्ह |
| छ | छ्क | छ्ख | छ्ग | छ्घ | छ्च | छ्छ | छ्ज | छ्झ | छ्त | छ्थ | छ्द | छ्ध | छ्प | छ्फ | छ्ब | छ्भ | छ्ट | छ्ठ | छ्ड | छ्ढ | छ्म | छ्ञ | छ्न | छ्ल | छ्ङ | छ्ण | छ्ळ | छ्ऴ | छ्र | छ्व | छ्स | छ्श | छ्ष | छ्ह |
| ज | ज्क | ज्ख | ज्ग | ज्घ | ज्च | ज्छ | ज्ज | ज्झ | ज्त | ज्थ | ज्द | ज्ध | ज्प | ज्फ | ज्ब | ज्भ | ज्ट | ज्ठ | ज्ड | ज्ढ | ज्म | ज्ञ | ज्न | ज्ल | ज्ङ | ज्ण | ज्ळ | ज्ऴ | ज्र | ज्व | ज्स | ज्श | ज्ष | ज्ह |
| झ | झ्क | झ्ख | झ्ग | झ्घ | झ्च | झ्छ | झ्ज | झ्झ | झ्त | झ्थ | झ्द | झ्ध | झ्प | झ्फ | झ्ब | झ्भ | झ्ट | झ्ठ | झ्ड | झ्ढ | झ्म | झ्ञ | झ्न | झ्ल | झ्ङ | झ्ण | झ्ळ | झ्ऴ | झ्र | झ्व | झ्स | झ्श | झ्ष | झ्ह |
| त | त्क | त्ख | त्ग | त्घ | त्च | त्छ | त्ज | त्झ | त्त | त्थ | त्द | त्ध | त्प | त्फ | त्ब | त्भ | त्ट | त्ठ | त्ड | त्ढ | त्म | त्ञ | त्न | त्ल | त्ङ | त्ण | त्ळ | त्ऴ | त्र | त्व | त्स | त्श | त्ष | त्ह |
| थ | थ्क | थ्ख | थ्ग | थ्घ | थ्च | थ्छ | थ्ज | थ्झ | थ्त | थ्थ | थ्द | थ्ध | थ्प | थ्फ | थ्ब | थ्भ | थ्ट | थ्ठ | थ्ड | थ्ढ | थ्म | थ्ञ | थ्न | थ्ल | थ्ङ | थ्ण | थ्ळ | थ्ऴ | थ्र | थ्व | थ्स | थ्श | थ्ष | थ्ह |
| द | द्क | द्ख | द्ग | द्घ | द्च | द्छ | द्ज | द्झ | द्त | द्थ | द्द | द्ध | द्प | द्फ | द्ब | द्भ | द्ट | द्ठ | द्ड | द्ढ | द्म | द्ञ | द्न | द्ल | द्ङ | द्ण | द्ळ | द्ऴ | द्र | द्व | द्स | द्श | द्ष | द्ह |
| ध | ध्क | ध्ख | ध्ग | ध्घ | ध्च | ध्छ | ध्ज | ध्झ | ध्त | ध्थ | ध्द | ध्ध | ध्प | ध्फ | ध्ब | ध्भ | ध्ट | ध्ठ | ध्ड | ध्ढ | ध्म | ध्ञ | ध्न | ध्ल | ध्ङ | ध्ण | ध्ळ | ध्ऴ | ध्र | ध्व | ध्स | ध्श | ध्ष | ध्ह |
| प | प्क | प्ख | प्ग | प्घ | प्च | प्छ | प्ज | प्झ | प्त | प्थ | प्द | प्ध | प्प | प्फ | प्ब | प्भ | प्ट | प्ठ | प्ड | प्ढ | प्म | प्ञ | प्न | प्ल | प्ङ | प्ण | प्ळ | प्ऴ | प्र | प्व | प्स | प्श | प्ष | प्ह |
| फ | फ्क | फ्ख | फ्ग | फ्घ | फ्च | फ्छ | फ्ज | फ्झ | फ्त | फ्थ | फ्द | फ्ध | फ्प | फ्फ | फ्ब | फ्भ | फ्ट | फ्ठ | फ्ड | फ्ढ | फ्म | फ्ञ | फ्न | फ्ल | फ्ङ | फ्ण | फ्ळ | फ्  | फ्र | फ्व | फ्स | फ्श | फ्ष | फ्ह |
| ब | ब्क | ब्ख | ब्ग | ब्घ | ब्च | ब्छ | ब्ज | ब्झ | ब्त | ब्थ | ब्द | ब्ध | ब्प | ब्फ | ब्ब | ब्भ | ब्ट | ब्ठ | ब्ड | ब्ढ | ब्म | ब्ञ | ब्न | ब्ल | ब्ङ | ब्ण | ब्ळ | ब्ऴ | ब्र | ब्व | ब्स | ब्श | ब्ष | ब्ह |
| भ | भ्क | भ्ख | भ्ग | भ्घ | भ्च | भ्छ | भ्ज | भ्झ | भ्त | भ्थ | भ्द | भ्ध | भ्प | भ्फ | भ्ब | भ्भ | भ्ट | भ्ठ | भ्ड | भ्ढ | भ्म | भ्ञ | भ्न | भ्ल | भ्ङ | भ्ण | भ्ळ | भ्ऴ | भ्र | भ्व | भ्स | भ्श | भ्ष | भ्ह |
| ट | ट्क | ट्ख | ट्ग | ट्घ | ट्च | ट्छ | ट्ज | ट्झ | ट्त | ट्थ | ट्द | ट्ध | ट्प | ट्फ | ट्ब | ट्भ | ट्ट | ट्ठ | ट्ड | ट्ढ | ट्म | ट्ञ | ट्न | ट्ल | ट्ङ | ट्ण | ट्ळ | ट्ऴ | ट्र | ट्व | ट्स | ट्श | ट्ष | ट्ह |
| ठ | ठ्क | ठ्ख | ठ्ग | ठ्घ | ठ्च | ठ्छ | ठ्ज | ठ्झ | ठ्त | ठ्थ | ठ्द | ठ्ध | ठ्प | ठ्फ | ठ्ब | ठ्भ | ठ्ट | ठ्ठ | ठ्ड | ठ्ढ | ठ्म | ठ्ञ | ठ्न | ठ्ल | ठ्ङ | ठ्ण | ठ्ळ | ठ्ऴ | ठ्र | ठ्व | ठ्स | ठ्श | ठ्ष | ठ्ह |
| ड | ड्क | ड्ख | ड्ग | ड्घ | ड्च | ड्छ | ड्ज | ड्झ | ड्त | ड्थ | ड्द | ड्ध | ड्प | ड्फ | ड्ब | ड्भ | ड्ट | ड्ठ | ड्ड | ड्ढ | ड्म | ड्ञ | ड्न | ड्ल | ड्ङ | ड्ण | ड्ळ | ड्ऴ | ड्र | ड्व | ड्स | ड्श | ड्ष | ड्ह |
| ढ | ढ्क | ढ्ख | ढ्ग | ढ्घ | ढ्च | ढ्छ | ढ्ज | ढ्झ | ढ्त | ढ्थ | ढ्द | ढ्ध | ढ्प | ढ्फ | ढ्ब | ढ्भ | ढ्ट | ढ्ठ | ढ्ड | ढ्ढ | ढ्म | ढ्ञ | ढ्न | ढ्ल | ढ्ङ | ढ्ण | ढ्ळ | ढ्ऴ | ढ्र | ढ्व | ढ्स | ढ्श | ढ्ष | ढ्ह |
| म | म्क | म्ख | म्ग | म्घ | म्च | म्छ | म्ज | म्झ | म्त | म्थ | म्द | म्ध | म्प | म्फ | म्ब | म्भ | म्ट | म्ठ | म्ड | म्ढ | म्म | म्ञ | म्न | म्ल | म्ङ | म्ण | म्ळ | म्ऴ | म्र | म्व | म्स | म्श | म्ष | म्ह |
| ञ | ञ्क | ञ्ख | ञ्ग | ञ्घ | ञ्च | ञ्छ | ञ्ज | ञ्झ | ञ्त | ञ्थ | ञ्द | ञ्ध | ञ्प | ञ्फ | ञ्ब | ञ्भ | ञ्ट | ञ्ठ | ञ्ड | ञ्ढ | ञ्म | ञ्ञ | ञ्न | ञ्ल | ञ्ङ | ञ्ण | ञ्ळ | ञ्ऴ | ञ्र | ञ्व | ञ्स | ञ्श | ञ्ष | ञ्ह |
| न | न्क | न्ख | न्ग | न्घ | न्च | न्छ | न्ज | न्झ | न्त | न्थ | न्द | न्ध | न्प | न्फ | न्ब | न्भ | न्ट | न्ठ | न्ड | न्ढ | न्म | न्ञ | न्न | न्ल | न्ङ | न्ण | न्ळ | न्ऴ | न्र | न्व | न्स | न्श | न्ष | न्ह |
| ल | ल्क | ल्ख | ल्ग | ल्घ | ल्च | ल्छ | ल्ज | ल्झ | ल्त | ल्थ | ल्द | ल्ध | ल्प | ल्फ | ल्ब | ल्भ | ल्ट | ल्ठ | ल्ड | ल्ढ | ल्म | ल्ञ | ल्न | ल्ल | ल्ङ | ल्ण | ल्ळ | ल्ऴ | ल्र | ल्व | ल्स | ल्श | ल्ष | ल्ह |
| ङ | ङ्क | ङ्ख | ङ्ग | ङ्घ | ङ्च | ङ्छ | ङ्ज | ङ्झ | ङ्त | ङ्थ | ङ्द | ङ्ध | ङ्प | ङ्फ | ङ्ब | ङ्भ | ङ्ट | ङ्ठ | ङ्ड | ङ्ढ | ङ्म | ङ्  | ङ्न | ङ्ल | ङ्ङ | ङ्ण | ङ्ळ | ङ्ऴ | ङ्र | ङ्व | ङ्स | ङ्श | ङ्ष | ङ्ह |
| ण | ण्क | ण्ख | ण्ग | ण्घ | ण्च | ण्छ | ण्ज | ण्झ | ण्त | ण्थ | ण्द | ण्ध | ण्प | ण्फ | ण्ब | ण्भ | ण्ट | ण्ठ | ण्ड | ण्ढ | ण्म | ण्ञ | ण्न | ण्ल | ण्ङ | ण्ण | ण्ळ | ण्ऴ | ण्र | ण्व | ण्स | ण्श | ण्ष | ण्ह |
| ळ | ळ्क | ळ्ख | ळ्ग | ळ्घ | ळ्च | ळ्छ | ळ्ज | ळ्झ | ळ्त | ळ्थ | ळ्द | ळ्ध | ळ्प | ळ्फ | ळ्ब | ळ्भ | ळ्ट | ळ्ठ | ळ्ड | ळ्ढ | ळ्म | ळ्ञ | ळ्न | ळ्ल | ळ्ङ | ळ्ण | ळ्ळ | ळ्ऴ | ळ्र | ळ्व | ळ्स | ळ्श | ळ्ष | ळ्ह |
| ऴ | ऴ्क | ऴ्ख | ऴ्ग | ऴ्घ | ऴ्च | ऴ्छ | ऴ्ज | ऴ्झ | ऴ्त | ऴ्थ | ऴ्द | ऴ्ध | ऴ्प | ऴ्फ | ऴ्ब | ऴ्भ | ऴ्ट | ऴ्ठ | ऴ्ड | ऴ्ढ | ऴ्म | ऴ्ञ | ऴ्न | ऴ्ल | ऴ्ङ | ऴ्ण | ऴ्ळ | ऴ्ऴ | ऴ्र | ऴ्व | ऴ्स | ऴ्श | ऴ्ष | ऴ्ह |
| र | र्क | र्ख | र्ग | र्घ | र्च | र्छ | र्ज | र्झ | र्त | र्थ | र्द | र्ध | र्प | र्फ | र्ब | र्भ | र्ट | र्ठ | र्ड | र्ढ | र्म | र्ञ | र्न | र्ल | र्ङ | र्ण | र्ळ | र्ऴ | र्र | र्व | र्स | र्श | र्ष | र्ह |
| व | व्क | व्ख | व्ग | व्घ | व्च | व्छ | व्ज | व्झ | व्त | व्थ | व्द | व्ध | व्प | व्फ | व्ब | व्भ | व्ट | व्ठ | व्ड | व्ढ | व्म | व्ञ | व्न | व्ल | व्ङ | व्ण | व्ळ | व्ऴ | व्र | व्व | व्स | व्श | व्ष | व्ह |
| स | स्क | स्ख | स्ग | स्घ | स्च | स्छ | स्ज | स्झ | स्त | स्थ | स्द | स्ध | स्प | स्फ | स्ब | स्भ | स्ट | स्ठ | स्ड | स्ढ | स्म | स्ञ | स्न | स्ल | स्ङ | स्ण | स्ळ | स्ऴ | स्र | स्व | स्स | स्श | स्ष | स्ह |
| श | श्क | श्ख | श्ग | श्घ | श्च | श्छ | श्ज | श्झ | श्त | श्थ | श्द | श्ध | श्प | श्फ | श्ब | श्भ | श्ट | श्ठ | श्ड | श्ढ | श्म | श्ञ | श्न | श्ल | श्ङ | श्ण | श्ळ | श्ऴ | श्र | श्व | श्स | श्श | श्ष | श्ह |
| ष | ष्क | ष्ख | ष्ग | ष्घ | ष्च | ष्छ | ष्ज | ष्झ | ष्त | ष्थ | ष्द | ष्ध | ष्प | ष्फ | ष्ब | ष्भ | ष्ट | ष्ठ | ष्ड | ष्ढ | ष्म | ष्ञ | ष्न | ष्ल | ष्ङ | ष्ण | ष्ळ | ष्ऴ | ष्र | ष्व | ष्स | ष्श | ष्ष | ष्ह |
| ह | ह्क | ह्ख | ह्ग | ह्घ | ह्च | ह्छ | ह्ज | ह्झ | ह्त | ह्थ | ह्द | ह्ध | ह्प | ह्फ | ह्ब | ह्भ | ह्ट | ह्ठ | ह्ड | ह्ढ | ह्म | ह्ञ | ह्न | ह्ल | ह्ङ | ह्ण | ह्ळ | ह्ऴ | ह्र | ह्व | ह्स | ह्श | ह्ष | ह्ह |